# Фрайтал
Фрайтал (на немски: Freital) е град в Германия, разположен в окръг Саксонска Швейцария - Източен Ерцгебирге, провинция Саксония. Към 31 декември 2011 година населението на града е 39 329 души.